# فيل وليامز (مقدم برامج إذاعية)
فيل وليامز (بالإنجليزية: Phil Williams)‏ هو مقدم برامج إذاعية بريطاني، ولد في 2 أغسطس 1974.